# Shontelle

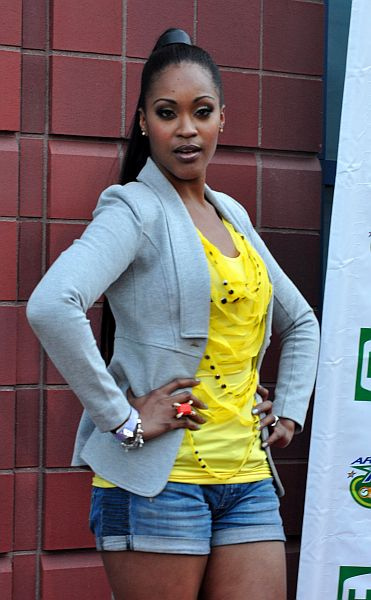
Shontelle (2010)

Shontelle Layne (* 4. Oktober 1985 in Saint James) ist eine Pop- und R&B-Sängerin aus Barbados. Bekanntheit erlangte sie durch ihren Song Impossible und durch ihre Freundschaft zu Rihanna.

## Biografie
Das Label SRC wurde auf Shontelle aufmerksam, als diese den Song Roll It Gal schrieb, mit dem die Soca-Sängerin Alison Hinds 2005 einen Hit in dem Inselstaat landete. Das Lied wurde 2007 (unter dem Titel Roll It) ein Erfolg in Europa für das jamaikanische Quartett J-Status zusammen mit Rihanna und Shontelle, die aber nicht offiziell genannt wurde.
Shontelle unterzeichnete einen Plattenvertrag mit SRC und kündigte für 2008 ihr Debütalbum an. Das Album Shontelligence erreichte sowohl die offiziellen Albumcharts als auch die US-R&B-Charts. Die erste Veröffentlichung aus dem Album ist T-Shirt . In Großbritannien entwickelte sich das Lied 2009 zu einem Clubhit und erreichte dort die Top-10 der offiziellen UK-Charts. In den USA stieg die Single in die Top-40 der US-Billboard Charts ein. 
Die nachfolgende Single Stuck with Each Other wurde im 10. Februar 2009 veröffentlicht. Als Songwriter wirkte Diane Warren mit. Als Gastmusiker unterstützte der US-amerikanische Sänger und Rapper Akon sie. In Großbritannien platzierte sich der Song auf Platz 23. Als dritte und letzte Singleauskopplung folgte Battle Cry.
2010 veröffentlichte Shontelle ihr zweites Album, das den Titel No Gravity trägt. Aus dem Album koppelte sie die Lieder Impossible, Perfect Nightmare und Say Hello to Goodbye aus. Impossible stellt ihren bisher größten Erfolg dar. Sie erreichte mit dem Lied die Top-10 in Großbritannien, sowie die Top-15 in den USA. 2012 präsentierte Shontelle den Titel One to One aus ihrem kommenden dritten Album im Internet. Als beste Freundin der R&B-Musikerin Rihanna, produzierte und schrieb sie verschiedene Songs für sie wie z. B. Man Down aus dem Album Loud.
Im Januar 2013 veröffentlichte DJ Antoine sein Album Sky Is the Limit auf dem sie als Sängerin des Songs Perfect Day mitwirkte. Der Track konnte aufgrund Downloads die Schweizer Charts erreichen. Durch eine Coverversion von Impossible vom britischen Sänger James Arthur wurde Impossible ein zweites Mal populär und verpasste den Einstieg in die deutschen Singlecharts. Im April erschien die Single I’m in Love zusammen mit dem dänischen House-DJ Kato. Seit 2017 sitzt Shontelle als Jurorin bei The Voice in Vietnam.

## Diskografie

### Studioalben
| Jahr | Titel          | Höchstplatzierung, Gesamtwochen, AuszeichnungChartplatzierungen (Jahr, Titel, Platzierungen, Wochen, Auszeichnungen, Anmerkungen) | Höchstplatzierung, Gesamtwochen, AuszeichnungChartplatzierungen (Jahr, Titel, Platzierungen, Wochen, Auszeichnungen, Anmerkungen) | Anmerkungen                              |
| Jahr | Titel          | UK | US | Anmerkungen                              |
| ---- | -------------- | --- | --- | ---------------------------------------- |
| 2008 | Shontelligence | — | US115 (1 Wo.)US | Erstveröffentlichung: 18. November 2008  |
| 2010 | No Gravity     | UK23 (8 Wo.)UK | US81 (1 Wo.)US | Erstveröffentlichung: 21. September 2010 |

### Singles
| Jahr | Titel Album                          | Höchstplatzierung, Gesamtwochen, AuszeichnungChartplatzierungen (Jahr, Titel, Album, Platzierungen, Wochen, Auszeichnungen, Anmerkungen) | Höchstplatzierung, Gesamtwochen, AuszeichnungChartplatzierungen (Jahr, Titel, Album, Platzierungen, Wochen, Auszeichnungen, Anmerkungen) | Höchstplatzierung, Gesamtwochen, AuszeichnungChartplatzierungen (Jahr, Titel, Album, Platzierungen, Wochen, Auszeichnungen, Anmerkungen) | Höchstplatzierung, Gesamtwochen, AuszeichnungChartplatzierungen (Jahr, Titel, Album, Platzierungen, Wochen, Auszeichnungen, Anmerkungen) | Anmerkungen                              |
| Jahr | Titel Album                          | AT | CH | UK | US | Anmerkungen                              |
| ---- | ------------------------------------ | --- | --- | --- | --- | ---------------------------------------- |
| 2008 | T-Shirt Shontelligence               | — | — | UK6 Gold · (19 Wo.)UK | US36 (17 Wo.)US | Erstveröffentlichung: 8. Dezember 2008   |
| 2008 | Stuck with Each Other Shontelligence | — | — | UK23 (14 Wo.)UK | — | feat. Akon                               |
| 2010 | Battle Cry Shontelligence            | — | — | UK61 (3 Wo.)UK | — |                                          |
| 2010 | Impossible No Gravity                | AT66 (1 Wo.)AT | — | UK9 Gold · (14 Wo.)UK | US13 Platin · (20 Wo.)US | Erstveröffentlichung: 9. Februar 2010    |
| 2013 | Perfect Day Sky Is the Limit         | — | CH29 (1 Wo.)CH | — | — | mit DJ Antoine vs. Mad Mark feat. B-Case |

Weitere Singles
- 2012: Perfect Nightmare (No Gravity)
- 2012: Say Hello to Goodbye (No Gravity)
- 2013: I’m in Love (mit Kato)
- 2016: Count on Me (mit Toni Norville)

## Auszeichnungen für Musikverkäufe
| Goldene Schallplatte - Dänemark - 2024: für das Streaming I’m in Love - Neuseeland - 2015: für die Single Impossible | Platin-Schallplatte - Brasilien - 2024: für die Single Impossible - Dänemark - 2024: für die Single Impossible |

Anmerkung: Auszeichnungen in Ländern aus den Charttabellen bzw. Chartboxen sind in ebendiesen zu finden.
| Land/RegionAuszeichnungen für Musikverkäufe (Land/Region, Auszeichnungen, Verkäufe, Quellen) | Gold     | Platin     | Verkäufe  | Quellen             |
| -------------------------------------------------------------------------------------------- | -------- | ---------- | --------- | ------------------- |
| Brasilien (PMB)                                                                              | —        | Platin1    | 60.000    | pro-musicabr.org.br |
| Dänemark (IFPI)                                                                              | Gold1    | Platin1    | 90.000    | ifpi.dk             |
| Neuseeland (RMNZ)                                                                            | Gold1    | —          | 7.500     | radioscope.co.nz    |
| Vereinigte Staaten (RIAA)                                                                    | —        | Platin1    | 1.000.000 | riaa.com            |
| Vereinigtes Königreich (BPI)                                                                 | 2× Gold2 | —          | 800.000   | bpi.co.uk           |
| Insgesamt                                                                                    | 4× Gold4 | 3× Platin3 |           |                     |